# Dobra (Police)
Dobra (lange Zeit auch Dobra Szczecińska, deutsch Daber) ist ein Dorf in der Woiwodschaft Westpommern in Polen. Es ist Sitz der Gmina Dobra (Landgemeinde Daber) und gehört mit dieser zum Powiat Policki (Pölitzer Kreis).

## Geographische Lage

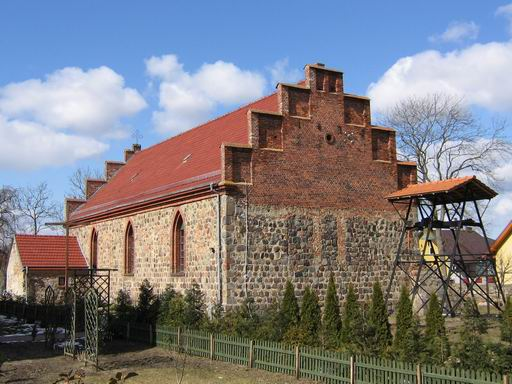
Dorfkirche, aus südöstlicher Richtung gesehen.

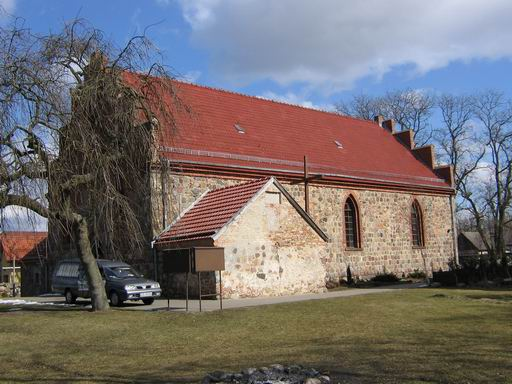
Dorfkirche, aus südwestlicher Richtung gesehen.

Dobra liegt im östlichen Vorpommern, an der Grenze der Ueckermünder Heide (auf polnischer Seite heute Puszcza Wkrzańska genannt), 13 Kilometer nordwestlich des Stadtzentrums von Stettin und 20 Kilometer westlich des Marktplatzes von Police.

## Geschichte
Daber wird 1269 in einer Urkunde genannt, in der Herzog Barnim I. mit dem Camminer Bischof Hermann von Gleichen den Zehnten in der Kirche und die Einkünfte des Pfarrers festlegte. 
Um das Jahr 1775 gab es in Daber ein Vorwerk, also den Gutsbetrieb, eine Schäferei, eine Wassermühle, die mit einer Ölpresse kombiniert war, einen Freischulzen, vier Vollbauern, einen Halbbauern, sechs Kossäten, einen Krug, ein Schulhaus, eine Schmiede, ein Hirtenhaus und acht Insthäuser, insgesamt 35 Feuerstellen. Auf der Feldmark lagen die Vorwerke Daberbeck, Gottestamp, alter Teerofen und Rehhagen. Das Gut Daber befand sich seinerzeit im Besitz der Familie Ramin und gehörte nach dem Tode des Landrates Jürgen Bernd von Ramin (* 1693; † 1775) seinem Sohn, dem Landrat Carl Bogislav von Ramin.
Um das Jahr 1930 hatte die Gemarkung der Gemeinde Daber eine Flächengröße von 17 km² und innerhalb der Gemeindegrenzen standen 80 Wohngebäude. Neben Daber bestanden die Wohnplätze Kolonie Luisenhof und Kolonie am Köstiner Wege. Im Jahr 1925 wurden in der Gemeinde Daber 572 Einwohner gezählt, die auf 121 Haushaltungen verteilt waren, im Jahre 1939 591 Einwohner.
Bis 1939 gehörte die Gemeinde Daber zum Landkreis Randow und kam dann bei dessen Auflösung zum Landkreis Ueckermünde, beide in der preußischen Provinz Pommern. 
Seit 1945 gehört das Dorf zu Polen.

## Kirche

### Dorfkirche
Die mittelalterliche Granitquaderkirche stammt aus dem 13. Jahrhundert. 1875 wurde sie völlig umgestaltet und mit Staffelgiebeln und spitzbogigen Fenstern versehen. An der Westseite blieb ein altes Granitquaderportal erhalten. Der reich geschnitzte Kanzelaltar wurde 1727 von Bogislaw Ernst von Ramin der Kirche gestiftet.

### Kirchengemeinde
Vor 1945 war die Bevölkerung von Daber fast ausnahmslos evangelischer Konfession. Im Jahr 1925 wurden in Daber außer den Protestanten zehn Katholiken gezählt. Der Ort war eine Filialgemeinde im Kirchspiel Böck (heute polnisch: Buk), zu dem auch noch eine Predigtstelle in Aalgraben (Węgornik) gehörte. Das Kirchspiel Böck war Teil des Kirchenkreises Pasewalk in der Kirchenprovinz Pommern der Kirche der Altpreußischen Union. Das Kirchenpatronat hatten zuletzt die Rittergutsbesitzer Pritzel von Böck und Stock von Stolzenburg (Stolec) inne. Letzter deutscher Geistlicher war Pfarrer Otto Ebert.
Seit 1945 leben in Dobra überwiegend katholische Einwohner. Seit 1985 besteht in Dobra eine Pfarrei, zu der die Filialkirchen Buk (Böck), Rzędziny (Nassenheide) und Stolec (Stolzenburg) gehören. Dobra ist dem Dekanat Szczecin-Pogodno im Erzbistum Stettin-Cammin zugeordnet.

## Verkehr
Das Dorf wird von einer Nebenstraße durchquert, die von Tanowo (Falkenwalde) nach Lubieszyn (Neu Linken) (DK 10) führt. In der Ortsmitte mündet hier eine aus Szczecin-Glębokie (Stettin-Glambeck) kommende Verbindungsstraße ein.
Die nächste Bahnstation Stobno Szczecińskie an der Transitstrecke Pasewalk–Stettin liegt 11 Kilometer südlich des Dorfes.

## Söhne und Töchter des Ortes
- Luise von Haugwitz (1782–1855), deutsche Schriftstellerin, als Luise von Rohr in Daber geboren